# Glaridoglanis andersonii
Glaridoglanis andersonii es una especie de peces de la familia Sisoridae en el orden de los Siluriformes.

## Hábitat
Es un pez de agua dulce y de clima templado.

## Distribución geográfica
Se encuentran en Asia: río Brahmaputra en el Tíbet.